# 许棐
許棐（?—1249年），字忱父，号梅屋。海盐（今屬浙江）人。
早年事蹟不詳。嘉定十七年（1224年）隱居秦溪，種梅數十株，自號梅屋，藏書数千卷，又懸掛白居易、蘇軾之畫像，與吴兴周密並稱藏書家。亦工詩，為江湖诗人，曹庭栋称许棐诗“清俊闲远，尤长于绝句”。淳祐九年（1249年）卒。著有《梅屋詩稿》一卷，《融春小綴》一卷，《梅屋三藁》一卷，《梅屋四藁》一卷，《獻醜集》一卷等。《宋史》、《宋元学案》皆無傳。